# Zeta Indi
Zeta Indi (ζ Indi, förkortat Zeta  Ind, ζ Ind) som är stjärnans Bayerbeteckning, är en ensam stjärna belägen i den nordvästra delen av stjärnbilden Indianen. Den har en skenbar magnitud på 4,90 och är synlig för blotta ögat där ljusföroreningar ej förekommer. Baserat på parallaxmätning inom Hipparcosuppdraget på ca 7,9 mas, beräknas den befinna sig på ett avstånd på ca 410 ljusår (ca 127 parsek) från solen.

## Egenskaper
Zeta Indi är en orange till röd jättestjärna av spektralklass K5 III. Den har en radie som är ca 25,7 gånger större än solens och utsänder från dess fotosfär ca 400 gånger mera energi än solen vid en effektiv temperatur på ca 4 050 K.